# František Okénka
František Okénka (5. května 1921 Malá Vrbka – 13. dubna 2018) byl horňácký učitel, folklorista a zpěvák.

## Život
Narodil se v rodině Tomáše a Jenofy Okénkových jako nejmladší dítě ze tří sourozenců. Otec, aby zajistil hmotnou situaci rodiny, pracoval před první světovou válkou 14 let ve Spojených státech amerických. František nejprve navštěvoval jednotřídku v Malé Vrbce, pak v letech 1933–1936 měšťanskou školu ve Velké nad Veličkou a následující rok přípravku ve Veselí nad Moravou. V letech 1937–1941 studoval v Mužském učitelském ústavu v Brně. V roce 1941 začal učit jako praktikant v malovrbecké jednotřídce. Po složení zkoušek učil v Kuželově, ale zanedlouho byl totálně nasazen v letecké továrně v Kunovicích. Po válce učil znovu v Malé Vrbce a po vojenské prezenční službě krátce v Hrubé Vrbce. Od 1. listopadu 1948 do 31. července 1965 působil opět v Malé Vrbce. Od 1. srpna 1965 do roku 1982 byl ředitelem školy v Hrubé Vrbce. Při výuce vždy kladl důraz na místní lidové tradice.
V roce 1942 se stal členem cimbálové muziky Jožky Kubíka a působil v ní až do roku 1977, kdy kapela zanikla. V roce 1957 byl jedním ze zakladatelů Horňáckých slavností. V letech 1971-1987 hrál, zpíval a působil jako konferenciér a vypravěč humorných historek v Horňácké cimbálové muzice Martina Hrbáče.
Byl ženatý s Boženou, rozenou Čambalovou, členkou další horňácké hudebnické rodiny. Má syna a dceru.

## Diskografie
- Preletěuo vtáča, František Okénka s Horňáckou cimbálovou muzikou (primáš Martin Hrbáč), nahrávky z let 1948, 1953 a 1996, Brno : Gnosis